# Требеж (Јасеновац)
Требеж је насељено место у општини Јасеновац, у новској Посавини, Република Хрватска.

## Историја
До територијалне реорганизације у Хрватској насеље се налазило у саставу бивше велике општине Новска.

## Становништво
Насеље је према попису становништва из 2011. године имало 53 становника.
| Националност       | 1991.       |
| Хрвати             | 79 (94,04%) |
| Срби               | 3 (3,57%)   |
| Југословени        | 2 (2,38%)   |
| остали и непознато | 0           |
| Укупно             | 84          |